# Comté de McCracken
Le comté de McCracken est un comté situé dans l'État du Kentucky aux États-Unis. Son siège est Paducah. Lors du recensement de 2010, sa population était de 65 565 habitants. Il doit son nom à Virgil McCracken, militaire tué lors de la bataille de Frenchtown.
Paducah s'est développée sur la base de son trafic "fleuve et rail". Les bateaux à vapeur, les barges et l'Illinois Central Railroad ont constitué la base de l'économie du comté jusqu'à la fin du XXe siècle.